# Bigoli con l'anatra

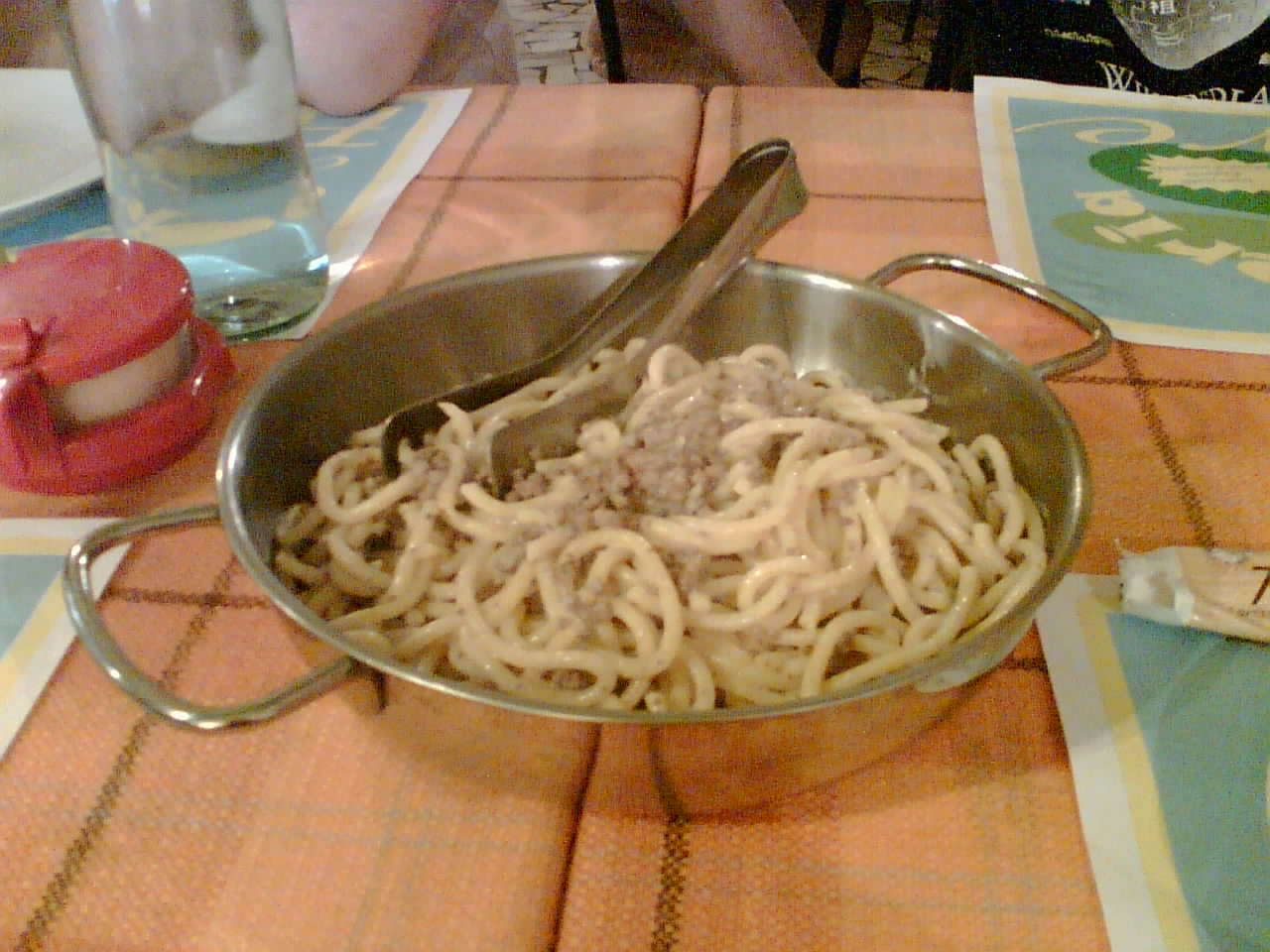
Una tecia de bigoli humeantes.

Los bigoli con l'anatra (‘bigoli con pato’; también bigoi co' l'arna en veneciano) es un primer plato típico de la provincia de Vicenza (Italia).
Los bigoli son un tipo de pasta fresca hecha con harina, huevo, mantequilla, sal y agua. Tienen la forma de espaguetis gruesos, sin agujeros, con un diámetro de unos 3–4 mm. Tradicionalmente se trefilan con una prensa de bronce (llamada torchietto bigolaro) que se acciona con la mano mientras un niño se sienta sobre ella para sujetarla bien. Se trata de una pasta típicamente veneciana, tomada con varias salsa son especialmente ricas en grasa.
Los bigoli con l'anatra fueron inicialmente típicos de la ciudad de Zanè, pero con el tiempo se extendieron a toda la provincia, pudiendo disfrutarse en restaurantes de Padua y Treviso.
La receta tradicional incluía la cocción de los bigoli en el caldo graso en el que se había hervido un pato joven (de unos 60 a 90 días), sirviéndolos luego con una salsa hecha con mantequilla aromatizada y despojos del mismo pato.
En Zanè es tradición servir este plato el primer domingo de octubre, seguido del pato hervido.
Hasta los años 50 se cocinaban los patos domésticos, derivados del ánade real, introduciéndose más tarde en Europa el pato mudo, una especie relativamente fácil de criar, delgada y musculosa. Actualmente en las carnicerías vicentinas se encuentra carne picada de pato mudo para hacer un ragù con un procedimiento muy parecido al empleado para producir el ragú normal, pero sin tomate. Esta receta ha vuelto extremadamente magra la receta, en comparación con el pasado, y de más fácil ejecución.